# Handanahalli, Malavalli
Handanahalli là một làng thuộc tehsil Malavalli, huyện Mandya, bang Karnataka, Ấn Độ.